# Cattedrale dei Santi Pietro e Paolo (Berna)
La cattedrale dei Santi Pietro e Paolo è la cattedrale della Chiesa cattolica cristiana svizzera, situata a Berna.
Fu costruita tra il 1858 e il 1864 per essere la prima chiesa cattolica della città di Berna, nelle immediate vicinanze del Municipio. La chiesa è il risultato di un concorso internazionale; i piani provenivano dalla Francia (tra gli altri partecipò Pierre Joseph Edouard Deperthes, l'architetto del Municipio di Parigi) e lo stile imita il linguaggio visivo del romanico e del protogotico.
La prima celebrazione si tenne il 13 novembre 1864. Nel 1875 la chiesa divenne cattolico-cristiana, sulla scia del Kulturkampf. Il soffitto dipinti e finestre colorate sono del periodo dell'Art Nouveau, mentre il coro è stato ridisegnato nel 1998.